# Sega 3D Reprint Archives
Sega 3D Reprint Archives (japanisch セガ3D復刻アーカイブス, Hepburn: Sega 3D Fukkoku Ākaibusu) ist eine Videospielsammlung, die von M2 entwickelt und von Sega erstmals in Japan am 18. Dezember 2014 für den Nintendo 3DS veröffentlicht wurde.
Sie enthält insgesamt acht Spiele die von 1985 bis 1993 für das Sega Mega Drive, Sega Master System und Arcade erschienen sind.
Die meisten Spiele auf der Collection sind bereits im Rahmen der Sega 3D Classics-Serie einzeln im eShop des Nintendo 3DS erschienen. Alle Spiele nutzen dabei den stereoskopischen 3D-Effekt des 3DS.
Es ist der Vorgänger von Sega 3D Classics Collection (2015) und Sega 3D Reprint Archives 3: Final Stage (2016).

## Inhalt
Sega 3D Reprint Archives enthält folgende Spiele in alphabetischer Reihenfolge:
| Auswählbare Spiele                      | Auswählbare Spiele | Auswählbare Spiele | Auswählbare Spiele    | Auswählbare Spiele |
| Name des Spiels                         | Release            | Genre              | Entwickler            | Originales System  |
| --------------------------------------- | ------------------ | ------------------ | --------------------- | ------------------ |
| Ecco the Dolphin                        | 1992               | Action-Adventure   | Appaloosa Interactive | Sega Mega Drive    |
| Fantasy Zone: Opa-Opa Brothers          | 1986               | Side-Scroller      | Sega                  | Arcade             |
| Out Run                                 | 1986               | Rennspiel          | Sega                  | Arcade             |
| Out Run 3-D                             | 1988               | Rennspiel          | Sega                  | Sega Master System |
| Shinobi III: Return of the Ninja Master | 1993               | Jump ’n’ Run       | Sega                  | Sega Mega Drive    |
| Space Harrier                           | 1985               | Shoot ’em up       | Sega AM2              | Arcade             |
| Space Harrier 3-D                       | 1988               | Shoot ’em up       | Sega                  | Sega Master System |
| Streets of Rage                         | 1991               | Beat ’em up        | Sega                  | Sega Mega Drive    |